# Skater Girl
Skater Girl è un film del 2021 diretto da Manjari Makijany

## Trama
Una ragazza scopre la passione per lo skateboard nell'India rurale e dovrà lottare contro le regole patriarcali e arcaiche della società basata sulle caste.

## Distribuzione
Il film è stato distribuito sulla piattaforma Netflix a partire dall'11 giugno 2021.